# Czas przemian (film)
Czas przemian (ang. Restoration) – amerykańsko-brytyjski film kostiumowy z 1995 roku na podstawie powieści Rose Tremain.

## Fabuła
Anglia, XVII wiek. Robert Merivel i John Pierce to dwaj przyjaciele, którzy studiują medycynę. Robert jednak woli zabawy i hulanki. Pewnego dnia Robert zostaje wezwany do królewskiego pałacu. Król prosi Merivela o wyleczenie psa Lulu. Jeśli mu się uda, zostanie nadwornym medykiem. Kiedy kochanka króla, Celia zaczyna być uciążliwa dla władcy, monarcha planuje ją wyswatać z Merivelem.

## Obsada
- Robert Downey Jr. – Robert Merivel
- Sam Neill – Król Karol II
- David Thewlis – John Pearce
- Polly Walker – Celia Clemence
- Meg Ryan – Katharine
- Ian McKellen – Will Gates
- Hugh Grant – Elias Finn
- Ian McDiarmid – Ambrose

## Nagrody i nominacje
Oscary za rok 1995
- Najlepsza scenografia i dekoracje wnętrz - Eugenio Zanetti
- Najlepsze kostiumy - James Acheson

Nagrody BAFTA 1995
- Najlepsze kostiumy - James Acheson (nominacja)

MFF w Berlinie 1995
- Złoty Niedźwiedź (nominacja)